# Heinrich Reinhardt
Heinrich Reinhardt (Presburg, avui Bratislava, 13 d'abril de 1865 - 13 de gener de 1922, Viena, Àustria) fou un compositor alemany.

## Biografia
Reinhardt havia nascut a Bratislava. Fill d'un joier, va anar a Viena per estudiar al conservatori de la "Gesellschaft der Musikfreunde", on va ser un dels alumnes d'Anton Bruckner. Es va convertir en un consumat pianista i organista, i la seva familiaritat amb diversos altres instruments més tard li va servir com a orquestrador de les seves pròpies obres i les dels altres. Entre 1890 i 1900 va publicar nombroses cançons, peces per a piano i saló, així com una òpera, Die Minnekönigin (1895).
També va escriure reportatges musicals per a "Neue Freie Presse, Neues Wiener Journal" i "Die Zeit", però ho va abandonar després del gran èxit de la seva primera opereta, Das süsse Mädel (Carltheater, 25 d'octubre de 1901). Va obrir una nova etapa per a l'opereta vienesa, estant més obertament en l'estil de la cançó i la comèdia musical de ball. No obstant això, la dotzena d'obres posteriors de Reinhardt van ser eclipsades per les d'Edmund Eysler, Franz Lehár, Oscar Straus i Leo Fall.
A més de compositor fou crític musical del diari Neues Wiener Journal, i va estrenar les operetes a Viena, Múnic i Berlín, tals com:
- Das süsse Mädel, el seu més gran èxit (1901),
- Der liebe Schatz, (1902),
- Der generalkonsul, (1904),
- Krieg im Frieden, (1906),
- The süssen Grisetten, (1907),
- Prinzessin Gretl, (1914).
- Ein Märchen für alles, (1908)
- Die Sprudelfee (1909)
- Die siamesischen Zwillinge (1909)
- Studentenhochzeit (1910)
- Miss Exzentrik (1910)
- Napoleon und die Frauen (1911)
- Die erste Frau (1915)
- Der Gast der Königs (1916)
- Der Glückstrompeter (1922)
- Grisettenliebe (1928)
- El sabater de Delft (?)

Òperes

- Die Minnekönigin (1895)
- Der Söldner (1922)